# 阿辛格尔反应
阿辛格尔反应（德語：Asinger-Reaktion）指α-卤代羰基化合物与硫氢化钠在原位反应产生的硫醇直接与另一羰基化合物组分和氨反应生成噻唑啉环。1956年由德国化学家弗里德里希·阿辛格尔在苏联发现， 后被 Degussa 改进。

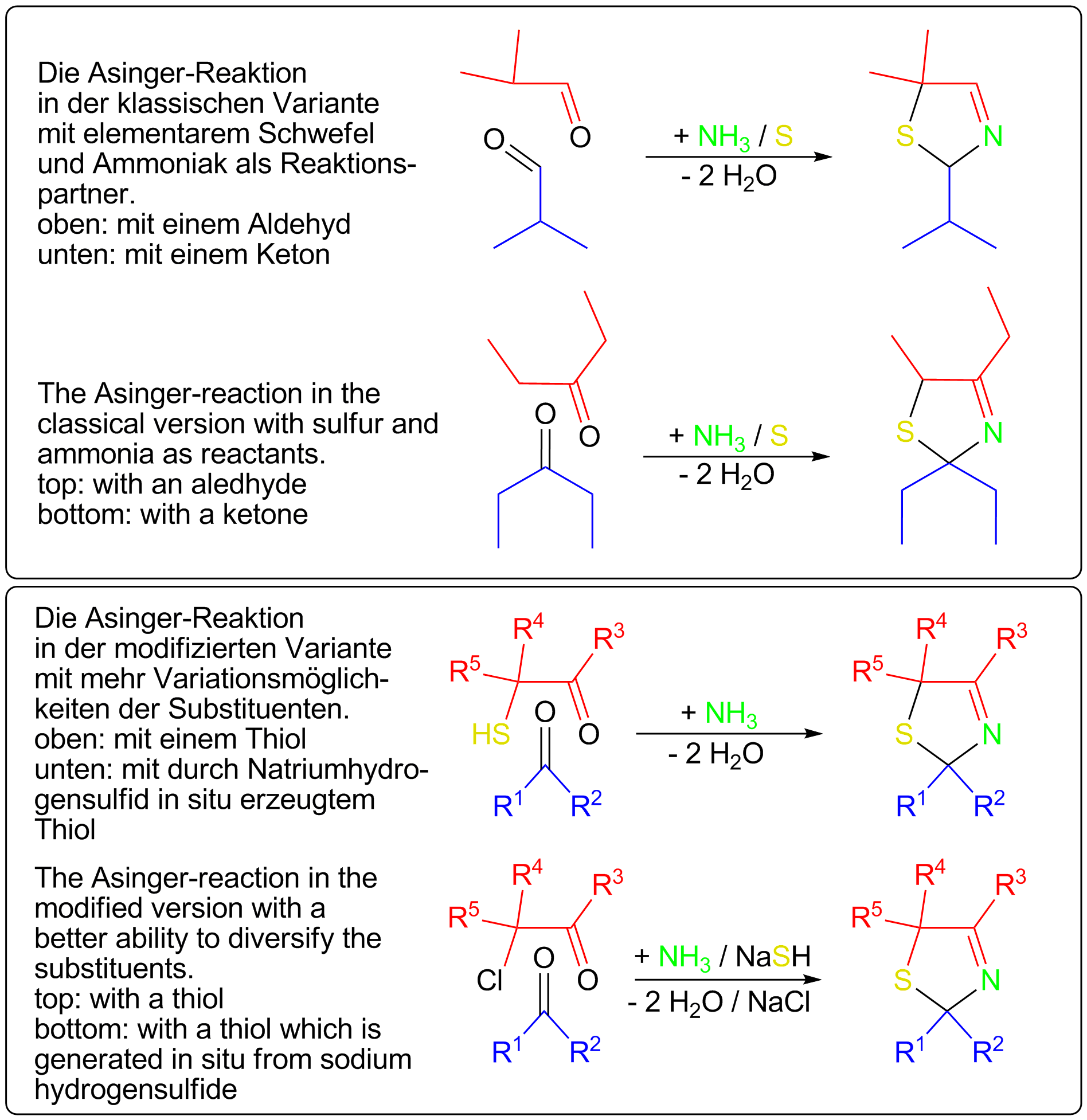

也可以用硫磺、α-巯基醛或 α-巯基酮来引入硫。 这个反应被用于制取 D-青霉胺 和 DL-半胱氨酸。

## 相关文献
- Friedrich Asinger. . Angewandte Chemie. 1956, 68 (11): 377. doi:10.1002/ange.19560681109.
- Friedrich Asinger. . Angewandte Chemie. 1956, 68 (12): 413. doi:10.1002/ange.19560681209.
- Imre Schlemminger, Hans-Hermann Janknecht, Wolfgang Maison, Wolfgang Saak and Jürgen Martens. . Tetrahedron Letters. 2000, 41 (38): 7289–7292. doi:10.1016/S0040-4039(00)01266-1.